# Skives flygplats
Skives flygplats är en flygplats i Danmark. Den ligger i Skive Kommune och Region Mittjylland, i den nordvästra delen av landet. Skives flygplats ligger 22 meter över havet.